# Senátní obvod č. 25 – Praha 6

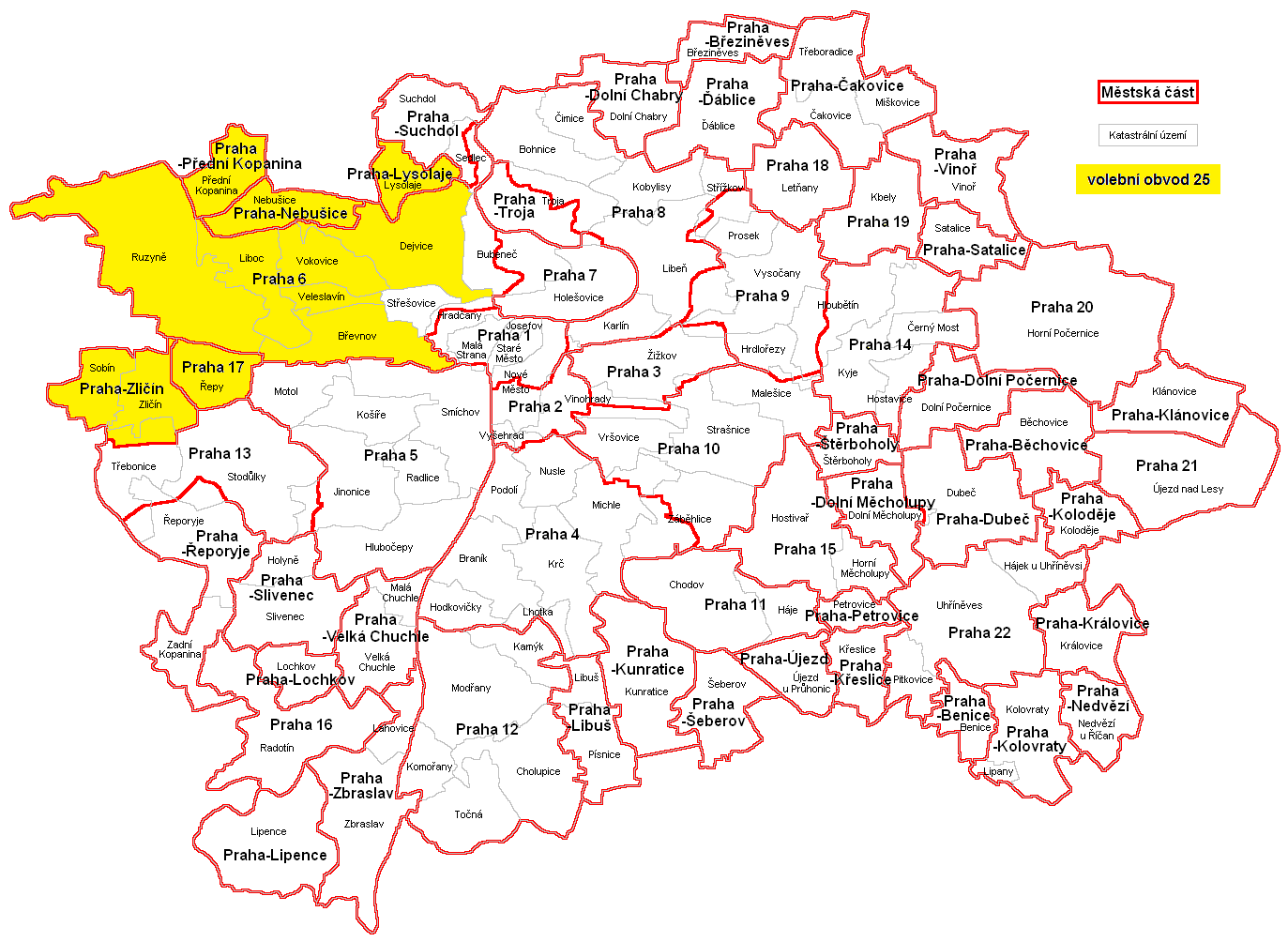
Senátní obvod č. 25 na mapě Prahy

Senátní obvod č. 25 – Praha 6 podle zákona č. 247/1995 Sb. zahrnuje území městské části Praha 6 s výjimkou katastrálního území Střešovice, části Bubenče, části Hradčan a části Sedlce. Dále zahrnuje území městských částí Praha 17, Praha-Přední Kopanina, Praha-Nebušice, Praha-Lysolaje a Praha-Zličín.
Současným senátorem je od roku 2016 Jiří Růžička, který byl zvolen jako nestraník za TOP 09 v rámci koalice SPOLU (tj. ODS, KDU-ČSL, TOP 09), jeho kandidaturu podpořilo také hnutí STAN. V Senátu je členem Senátorského klubu ODS a TOP 09.

## Zvolení senátoři

Jan Koukal
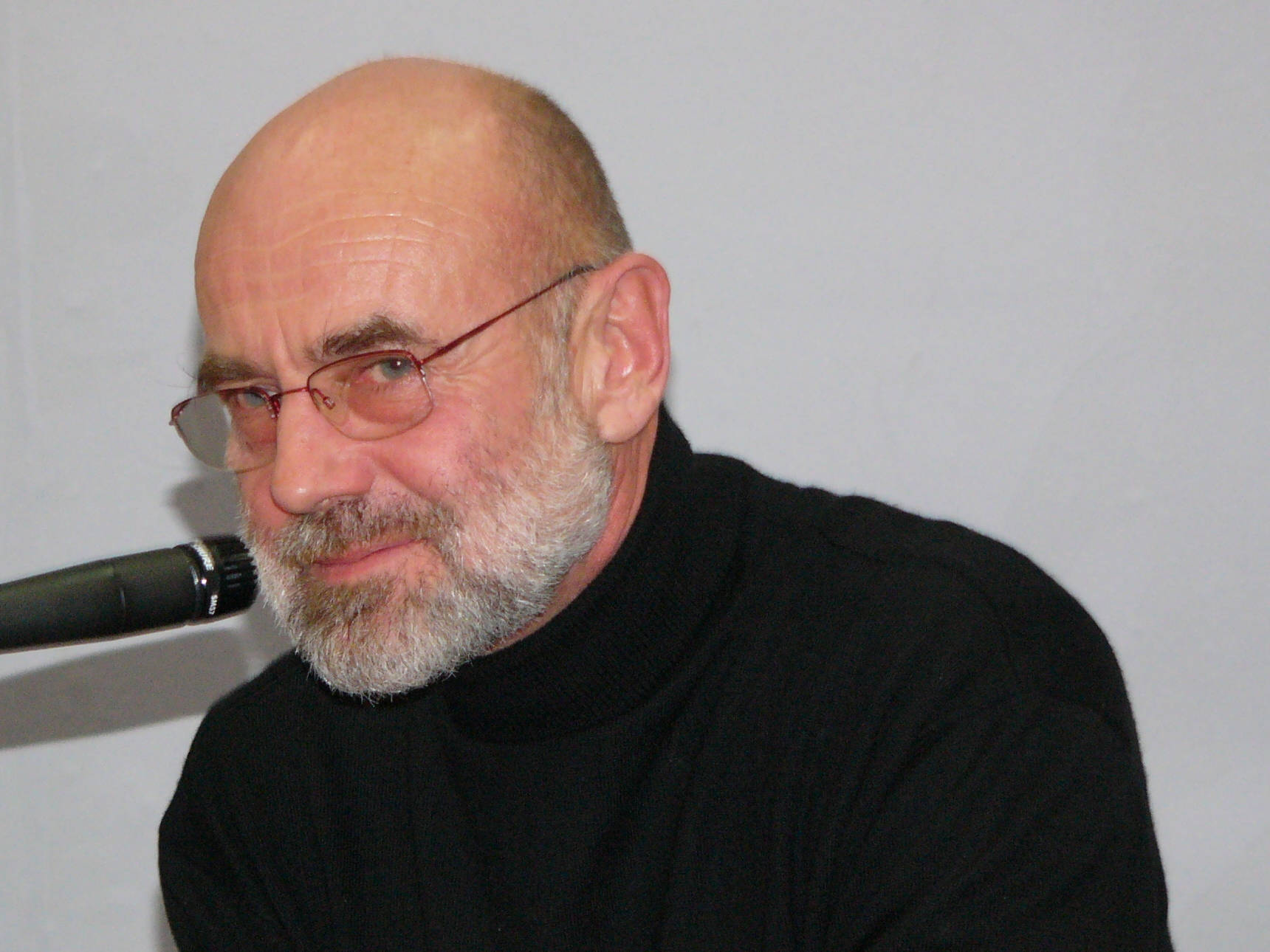
Jan Ruml
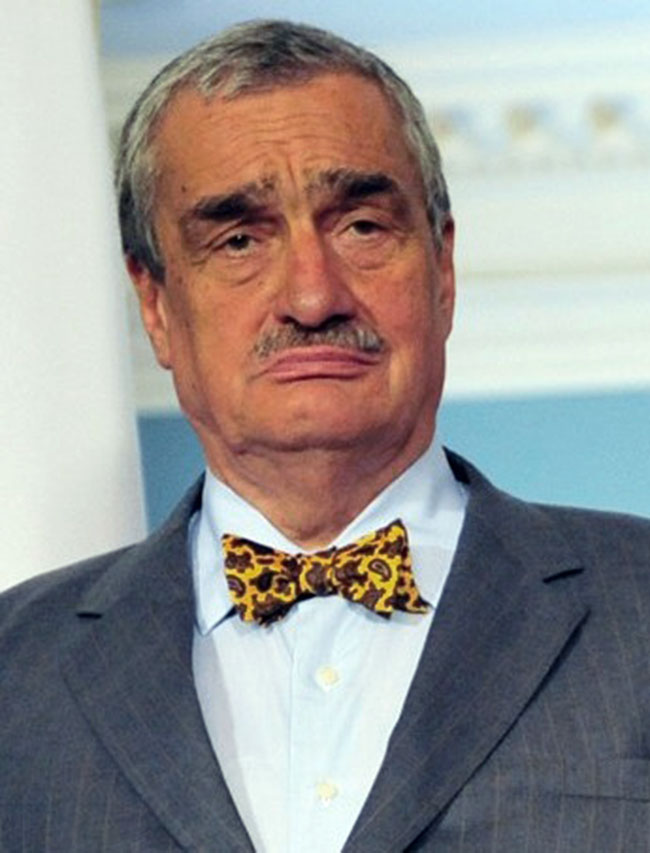
Karel Schwarzenberg
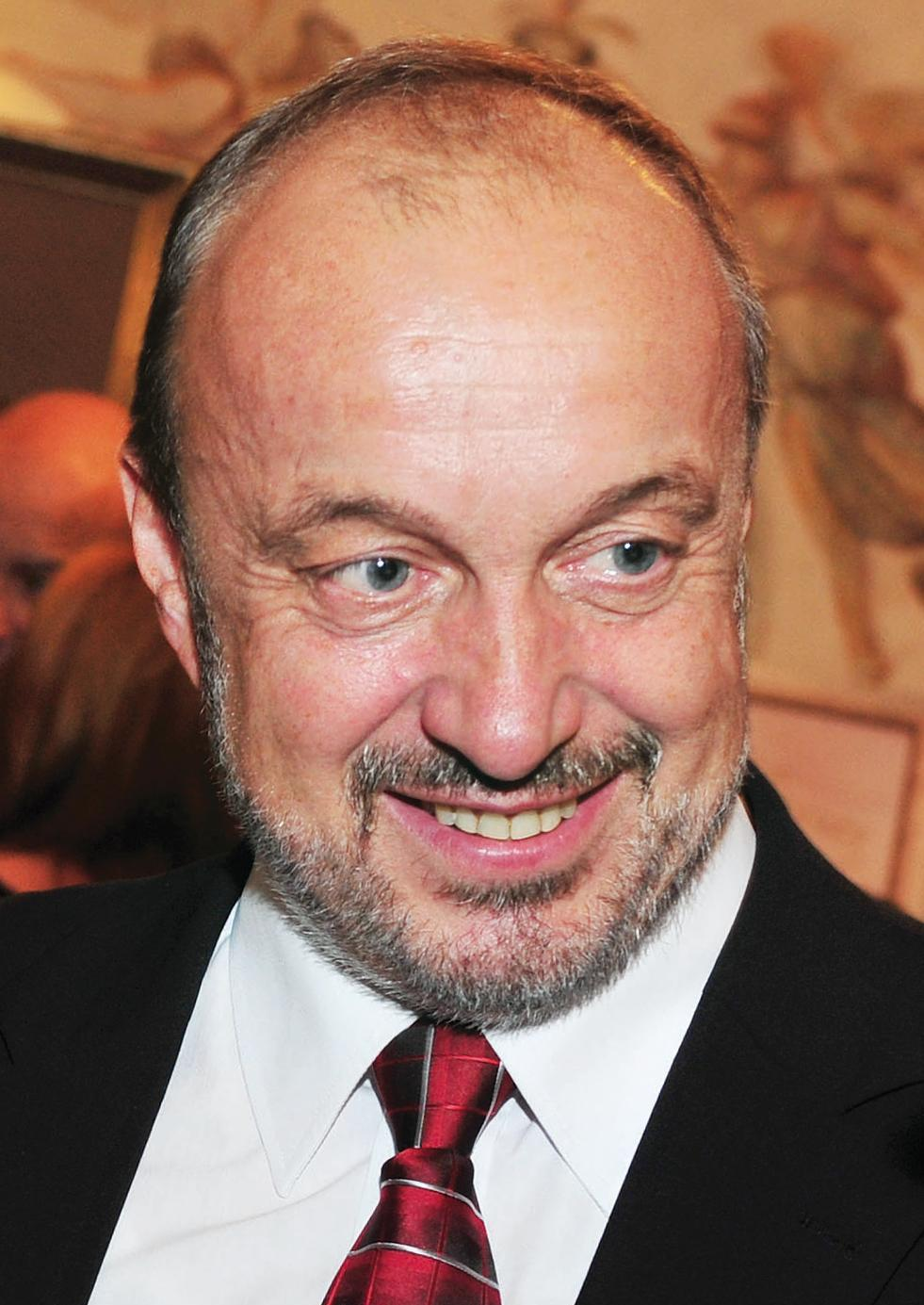
Petr Bratský
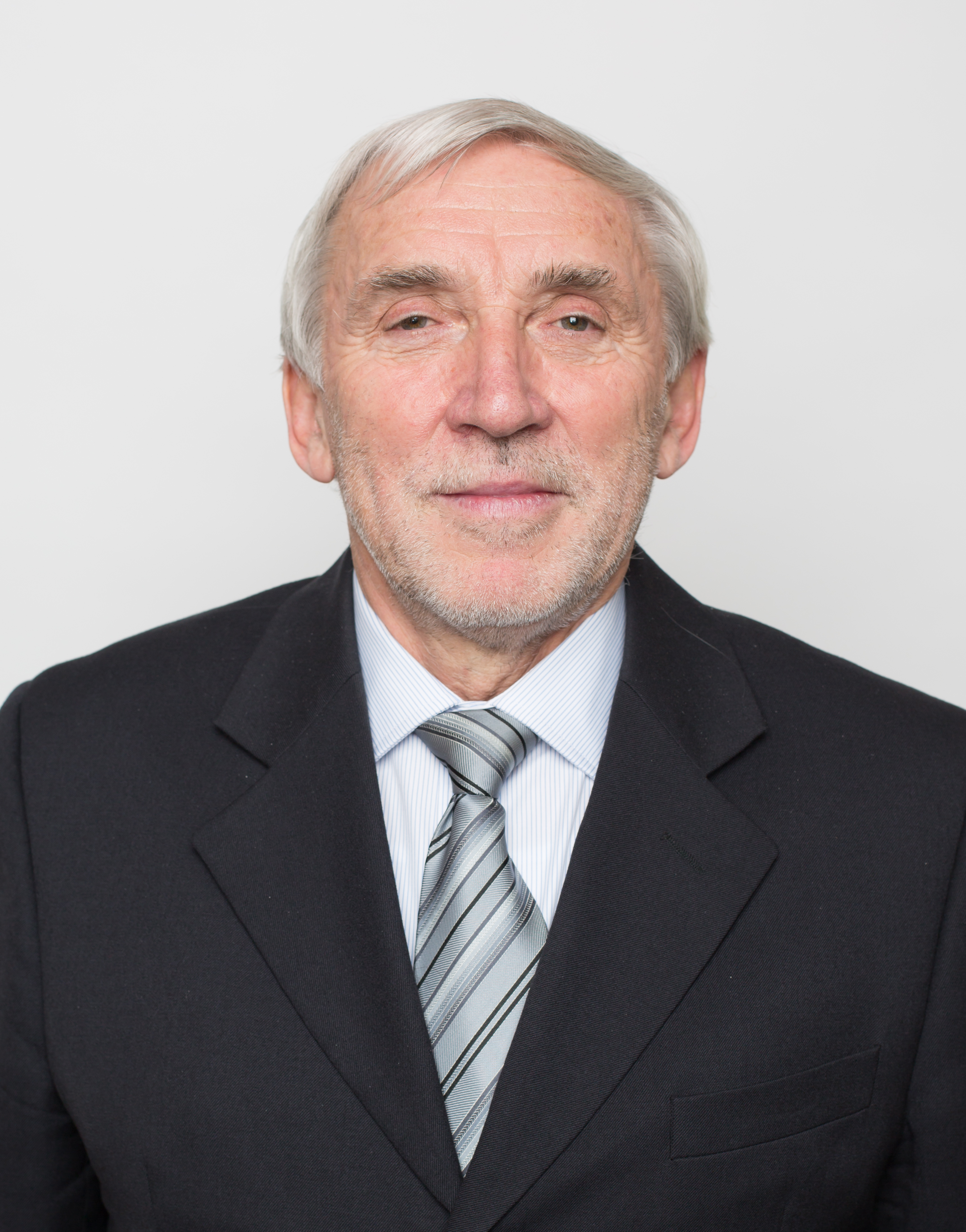
Jiří Růžička

| Volby | Volby                      | Senátor      | Volební strana | Navrhující strana | Politická příslušnost | Odkaz  |
| ----- | -------------------------- | ------------ | -------------- | ----------------- | --------------------- | ------ |
|       | 1996                       | Jan Koukal   | ODS            | ODS               | ODS                   | profil |
|       | 1998                       | Jan Ruml     | 4KOALICE       | 4KOALICE          | US-DEU                | profil |
| 2004  | Karel Schwarzenberg        | US-DEU, ODA  | US-DEU         | ODA               | profil                |        |
|       | 2010                       | Petr Bratský | ODS            | ODS               | ODS                   | profil |
|       | 2016                       | Jiří Růžička | TOP 09, STAN   | TOP 09            | BEZPP                 | profil |
| 2022  | KDU-ČSL, ODS, STAN, TOP 09 | Jiří Růžička | profil         | TOP 09            | BEZPP                 |        |

Prvním senátorem tohoto obvodu se v roce 1996 stal tehdejší pražský primátor Jan Koukal (ODS), který hned v prvním kole získal nadpoloviční počet hlasů (54,13 %). V letech 1998–2004 funkci senátora za Prahu 6 zastával Jan Ruml (zvolen za Čtyřkoalici, člen US-DEU), který v obou kolech porazil občanského demokrata a dosavadního senátora Jana Koukala. Od roku 2004 do 29. května 2010, kdy skončily parlamentní volby v roce 2010, byl senátorem tohoto obvodu Karel Schwarzenberg (kandidoval jako člen ODA za koalici stran ODA a US-DEU). Zvolením do dolní komory mu mandát senátora zanikl (dle Ústavy ČR, Hlava II., čl. 21 a 25). Prezident republiky Václav Klaus doplňovací volby nevyhlásil, protože řádné volby proběhly v říjnu 2010. Ve druhém kole 22. a 23. října 2010 zvítězil o pouhých 70 hlasů Petr Bratský (ODS), kterému tak zvolením vznikl mandát senátora. V roce 2016 byl za koalici TOP 09 a STAN zvolen senátorem nestraník Jiří Růžička. V roce 2022 Růžička svůj mandát obhájil již v prvním kole, když kandidoval jako nestraník podporovaný koalicí SPOLU (tj. KDU-ČSL, ODS, TOP 09) a hnutím STAN.

## Volby

### Rok 1996
| Kandidát | Kandidát                         | Volební strana | Navrhující strana | Politická příslušnost | Počet hlasů (1. kolo) | %     |
| -------- | -------------------------------- | -------------- | ----------------- | --------------------- | --------------------- | ----- |
|          | RNDr. Jan Koukal                 | ODS            | ODS               | ODS                   | 25 701                | 54,13 |
|          | prof. Ing. Jaromír Císař, CSc.   | ČSSD           | ČSSD              | ČSSD                  | 7 752                 | 16,33 |
|          | doc. PhDr. Alexander Tuček, CSc. | KSČM           | KSČM              | KSČM                  | 6 225                 | 13,11 |
|          | Josef Fořtl                      | ODA            | ODA               | ODA                   | 4 049                 | 8,53  |
|          | Ing. Helena Frankenbergerová     | KAN            | KAN               | KAN                   | 1 971                 | 4,15  |
|          | Ivan Martinovský                 | SZ             | SZ                | SZ                    | 693                   | 1,46  |
|          | Ing. Aleš Moravec                | PB             | PB                | PB                    | 661                   | 1,39  |
|          | Zdeněk Škoda                     | SDP            | SDP               | SDP                   | 431                   | 0,91  |

### Rok 1998
| Kandidát | Kandidát                         | Volební strana | Navrhující strana | Politická příslušnost | Počet hlasů (1. kolo) | %     | Počet hlasů (2. kolo) | %     |
| -------- | -------------------------------- | -------------- | ----------------- | --------------------- | --------------------- | ----- | --------------------- | ----- |
|          | Mgr. Jan Ruml                    | 4KOALICE       | 4KOALICE          | US-DEU                | 18 367                | 40,67 | 20 059                | 65,56 |
|          | RNDr. Jan Koukal, CSc.           | ODS            | ODS               | ODS                   | 11 065                | 24,50 | 10 536                | 34,44 |
|          | doc. Ing. Zdeněk Trojan, CSc.    | ČSSD           | ČSSD              | ČSSD                  | 7 552                 | 16,72 | —                     | —     |
|          | doc. PhDr. Alexander Tuček, CSc. | KSČM           | KSČM              | KSČM                  | 5 216                 | 11,55 | —                     | —     |
|          | Karel Kříž                       | NEZ            | NEZ               | BEZPP                 | 2 960                 | 6,55  | —                     | —     |

### Rok 2004
| Kandidát | Kandidát                 | Volební strana | Navrhující strana | Politická příslušnost | Počet hlasů (1. kolo) | %     | Počet hlasů (2. kolo) | %     |
| -------- | ------------------------ | -------------- | ----------------- | --------------------- | --------------------- | ----- | --------------------- | ----- |
|          | Karel Schwarzenberg      | US-DEU, ODA    | US-DEU            | ODA                   | 10 547                | 33,20 | 15 088                | 58,16 |
|          | Ing. Marie Kousalíková   | ODS            | ODS               | ODS                   | 10 495                | 33,04 | 10 854                | 41,83 |
|          | RNDr. Václav Exner, CSc. | KSČM           | KSČM              | KSČM                  | 4 691                 | 14,76 | —                     | —     |
|          | doc. Jan Kačer           | KDU-ČSL        | KDU-ČSL           | BEZPP                 | 3 455                 | 10,87 | —                     | —     |
|          | Ing. Jindřich Tomáš      | ČSSD           | ČSSD              | ČSSD                  | 1 914                 | 6,02  | —                     | —     |
|          | Zdislav Růžička          | SZR            | SZR               | BEZPP                 | 447                   | 1,40  | —                     | —     |
|          | Jiří Stanislav           | NEZ            | NEZ               | BEZPP                 | 214                   | 0,67  | —                     | —     |

### Rok 2010
První kolo voleb se konalo 15. a 16. října spolu s obecními volbami, účast v něm byla 49,38 %. Do druhého kola postoupil z prvního místa Petr Bratský, z druhého pak Bedřich Moldan.
| Kandidát | Kandidát                         | Volební strana   | Navrhující strana | Politická příslušnost | Počet hlasů (1. kolo) | %     | Počet hlasů (2. kolo) | %     |
| -------- | -------------------------------- | ---------------- | ----------------- | --------------------- | --------------------- | ----- | --------------------- | ----- |
|          | Ing. Petr Bratský                | ODS              | ODS               | ODS                   | 11 574                | 29,86 | 10 851                | 50,16 |
|          | prof. RNDr. Bedřich Moldan, CSc. | TOP 09, STAN     | TOP 09            | BEZPP                 | 9 761                 | 23,50 | 10 781                | 49,83 |
|          | PhDr. Jan Kohout                 | ČSSD             | ČSSD              | ČSSD                  | 7 970                 | 19,19 | —                     | —     |
|          | Ing. Lucie Ramnebornová          | NK               | NK                | BEZPP                 | 4 039                 | 9,72  | —                     | —     |
|          | PhDr. Helena Briardová           | KSČM             | KSČM              | KSČM                  | 2 936                 | 7,06  | —                     | —     |
|          | MUDr. Martin Stránský            | VV               | VV                | BEZPP                 | 2 342                 | 5,63  | —                     | —     |
|          | MUDr. Marián Hošek               | KDU-ČSL          | KDU-ČSL           | KDU-ČSL               | 1 521                 | 3,66  | —                     | —     |
|          | Dr. Tomáš Finger                 | SPOZ, Suverenita | SPOZ              | SPOZ                  | 774                   | 1,86  | —                     | —     |
|          | Daniel Solis, Lic.               | DSZ              | DSZ               | DSZ                   | 422                   | 1,01  | —                     | —     |
|          | prof. MUDr. Ivan Šterzl, CSc.    | ČSNS 2005        | ČSNS 2005         | ČSNS 2005             | 190                   | 0,45  | —                     | —     |

### Rok 2016
První kolo voleb se konalo 7. a 8. října 2016 a druhé kolo 14. a 15. října 2016. Dosavadní senátor Petr Bratský (ODS) svůj mandát neobhajoval.
| Kandidát | Kandidát                              | Volební strana           | Navrhující strana        | Politická příslušnost | Počet hlasů (1. kolo) | %     | Počet hlasů (2. kolo) | %     |
| -------- | ------------------------------------- | ------------------------ | ------------------------ | --------------------- | --------------------- | ----- | --------------------- | ----- |
|          | Mgr. Jiří Růžička                     | TOP 09, STAN             | TOP 09                   | BEZPP                 | 12 213                | 42,31 | 13 631                | 72,06 |
|          | prof. PhDr. Václav Bělohradský, Ph.D. | ČSSD, SZ                 | ČSSD                     | BEZPP                 | 4 828                 | 16,72 | 5 284                 | 27,93 |
|          | Bc. František Stárek                  | ODS                      | ODS                      | BEZPP                 | 3 957                 | 13,71 | —                     | —     |
|          | Vlastimil Harapes                     | ANO                      | ANO                      | BEZPP                 | 3 840                 | 13,30 | —                     | —     |
|          | Ing. Pavel Franěk                     | KSČM                     | KSČM                     | KSČM                  | 1 728                 | 5,98  | —                     | —     |
|          | Jaroslav Dvořák                       | SPO                      | SPO                      | SPO                   | 877                   | 3,03  | —                     | —     |
|          | Mgr. Martin Šalek                     | ŘN                       | ŘN                       | ŘN                    | 482                   | 1,67  | —                     | —     |
|          | Bedřich Danda                         | SsČR                     | SsČR                     | SsČR                  | 341                   | 1,18  | —                     | —     |
|          | Daniel Solis                          | SPR-RSČ Miroslava Sládka | SPR-RSČ Miroslava Sládka | BEZPP                 | 321                   | 1,11  | —                     | —     |
|          | JUDr. Aleš Hušák                      | NEZ                      | NEZ                      | BEZPP                 | 274                   | 0,94  | —                     | —     |

### Rok 2022
Ve volbách v roce 2022 obhajoval svůj mandát za koalici SPOLU (ODS, KDU-ČSL, TOP 09) a STAN senátor Jiří Růžička. Mezi jeho sedm vyzyvatelů patřili bývalá poslankyně Dana Balcarová z České pirátské strany, OSVČ a kandidát z roku 2016 Jaroslav Dvořák, který kandidoval z pozice člena SPOZ za ČSNS, nebo předseda strany Rozumní a kandidát na prezidenta z roku 2018 Petr Hannig. Do Senátu kandidovali také manažerka Lenka Helena Koenigsmark jako nestranička za SEN 21, vysokoškolský pedagog Petr Pavlík z ČSSD, biochemik a pedagog Jiří Pavel Pešek jako nestraník za Manifest.cz a advokát Petr Vacek ze strany PRO 2022.
Dosavadní senátor Jiří Růžička obhájil svůj mandát již v 1. kole, kdy získal nadpoloviční většinu hlasů (50,28 %).
| Kandidát | Kandidát                      | Volební strana             | Navrhující strana | Politická příslušnost | Počet hlasů (1. kolo) | %     |
| -------- | ----------------------------- | -------------------------- | ----------------- | --------------------- | --------------------- | ----- |
|          | Mgr. Jiří Růžička             | KDU-ČSL, ODS, STAN, TOP 09 | TOP 09            | BEZPP                 | 18 301                | 50,28 |
|          | Dana Balcarová                | Piráti                     | Piráti            | Piráti                | 5 451                 | 14,97 |
|          | Ing. Petr Pavlík, Ph.D.       | ČSSD                       | ČSSD              | ČSSD                  | 3 559                 | 9,77  |
|          | JUDr. Petr Vacek              | PRO 2022                   | PRO 2022          | PRO 2022              | 3 482                 | 9,56  |
|          | Ing. Lenka Helena Koenigsmark | SEN 21                     | SEN 21            | BEZPP                 | 2 911                 | 7,99  |
|          | Mgr. Petr Hannig              | Rozumní                    | Rozumní           | Rozumní               | 1 153                 | 3,16  |
|          | Jiří Pavel Pešek              | Manifest.cz                | Manifest.cz       | BEZPP                 | 1 029                 | 2,82  |
|          | Jaroslav Dvořák               | ČSNS                       | ČSNS              | SPOZ                  | 510                   | 1,40  |

## Volební účast
|  | nejvyšší volební účast |  | nejnižší volební účast |

| Rok  | % (1. kolo) | % (2. kolo) |
| ---- | ----------- | ----------- |
| 1996 | 49,42       | —           |
| 1998 | 47,56       | 31,32       |
| 2004 | 35,32       | 28,86       |
| 2010 | 49,38       | 25,07       |
| 2016 | 35,60       | 23,23       |
| 2022 | 47,36       | —           |